# Euphorbia seretii
Euphorbia seretii es una especie fanerógama perteneciente a la familia de las euforbiáceas. Es endémica de África donde se distribuye desde Zaire hasta Zambia.

## Descripción
Planta espinosa candelabriforme, que alcanza un tamaño de ± 1.5 m de alto o arbusto suculento de 3 m, ramificado desde la base o en forma de árbol con un corto, grueso y nudoso tronco cilíndrico de 22,5 cm de grosor, con carácter excepcional y 1,3 m de alto;

## Ecología
Se encuentra entre las rocas en los bosques de Brachystegia y en gargantas rocosas, a una altitud de 1000-1200 metros.
Es una especie cercana de Euphorbia faucicola. Poblaciones aisladas, particularmente, parecen ser objeto de ataque por las orugas, con el resultado que pocos ciatos alcance la madurez.

## Taxonomía
Euphorbia seretii fue descrita por Émile Auguste Joseph De Wildeman y publicado en Ann. Mus. Congo Belge, Bot., V 2: 290. 1908.
Etimología
Euphorbia: nombre genérico que deriva del médico griego del rey Juba II de Mauritania (52 a 50 a. C. - 23), Euphorbus, en su honor – o en alusión a su gran vientre –  ya que usaba médicamente Euphorbia resinifera. En 1753 Carlos Linneo asignó el nombre a todo el género.
seretii: epíteto otorgado en honor del forestal belga Felix Seret (1875 - 1910), recolector de plantas en el Zaire.